# Christian Fröhlich (Fußballspieler)
Christian Fröhlich (* 27. Oktober 1977 in Dresden) ist ein ehemaliger deutscher Fußballspieler und heutiger -trainer. Aktuell ist er beim FC Carl Zeiss Jena angestellt.

## Karriere

### Als Spieler
Fröhlich spielte in der Jugend und als Profi zunächst bei seinem Heimatverein Dynamo Dresden. 1996 wechselte er zum TSV 1860 München, für dessen Reservemannschaft er fünf Jahre spielte. Ab 1999 gehörte der Mittelfeldspieler auch zum erweiterten Kreis des Profikaders, er kam jedoch zu keinem Bundesligaeinsatz. 2001 spielte der mittlerweile 24-Jährige für ein Jahr beim Chemnitzer FC, bevor er in der Saison 2002/03 für den FC St. Pauli auflief. Erfolgreich war Fröhlich dann von 2003 bis 2006 mit 22 Treffern und 85 Einsätzen erneut bei Dynamo Dresden. Dann war er zwei Jahre beim FC Carl Zeiss Jena und anschließend von 2008 bis 2010 bei den Offenbacher Kickers. Der Chemnitzer FC engagierte ihn dann für die Saison 2010/11, der Vertrag wurde im Sommer 2011 jedoch nicht verlängert. Zur Saison 2011/12 schloss er sich dem Sachsenligisten Heidenauer SV an, mit dem ihm der Aufstieg in die Oberliga Nordost gelang. Im Sommer 2014 beendete der Mannschaftskapitän seine aktive Fußballkarriere beim Heidenauer SV.

#### International
Fröhlich bestritt 1998 vier Spiele für die Olympia-Auswahlmannschaft.

### Als Trainer
Im Sommer 2013 wurde Fröhlich als spielender, sportlicher Leiter des Heidenauer SV vorgestellt. Diesen Posten übte er bis zum Auslauf seines Vertrages am 30. Juni 2014 aus, im Anschluss fand er eine Anstellung beim FC Carl Zeiss Jena. Dort verantwortete er nacheinander die Oberligamannschaft sowie die B- und A-Jugend. Am 29. September 2019 wurde Fröhlich, mittlerweile wieder Trainer der Reserve, als Nachfolger von Lukas Kwasniok Interimscheftrainer der Drittligamannschaft des FC Carl Zeiss. Zum 12. Spieltag übernahm Rico Schmitt den Posten und Fröhlich kehrte zur zweiten Mannschaft Jenas zurück.